# Vernon (Illinois)
Vernon é uma vila localizada no estado americano de Illinois, no Condado de Marion.

## Demografia
Segundo o censo americano de 2000, a sua população era de 178 habitantes.
Em 2006, foi estimada uma população de 173, um decréscimo de 5 (-2.8%).

## Geografia
De acordo com o United States Census Bureau tem uma área de
2,4 km², dos quais 2,4 km² cobertos por terra e 0,0 km² cobertos por água.

## Localidades na vizinhança
O diagrama seguinte representa as localidades num raio de 24 km ao redor de Vernon.